# Ječmenice písečná
Ječmenice písečná (Leymus arenarius) je vytrvalá rostlina, travina, řazená do čeledi lipnicovité (Poaceae). Zbarvení listů druhu je považováno za dekorativní a jako okrasná rostlina je druh někdy pěstován. V některých zemích jsou plody používány jako obilnina. Druh patří mezi psamofyty, rostliny rostoucí na písčitých půdách a píscích. Ječmenice písečná je používána ke zpevnění půdy.

## Možnost záměny
Někdy je podle některých zdrojů zaměňována s Elymus glaucus z rodu pýrovník.

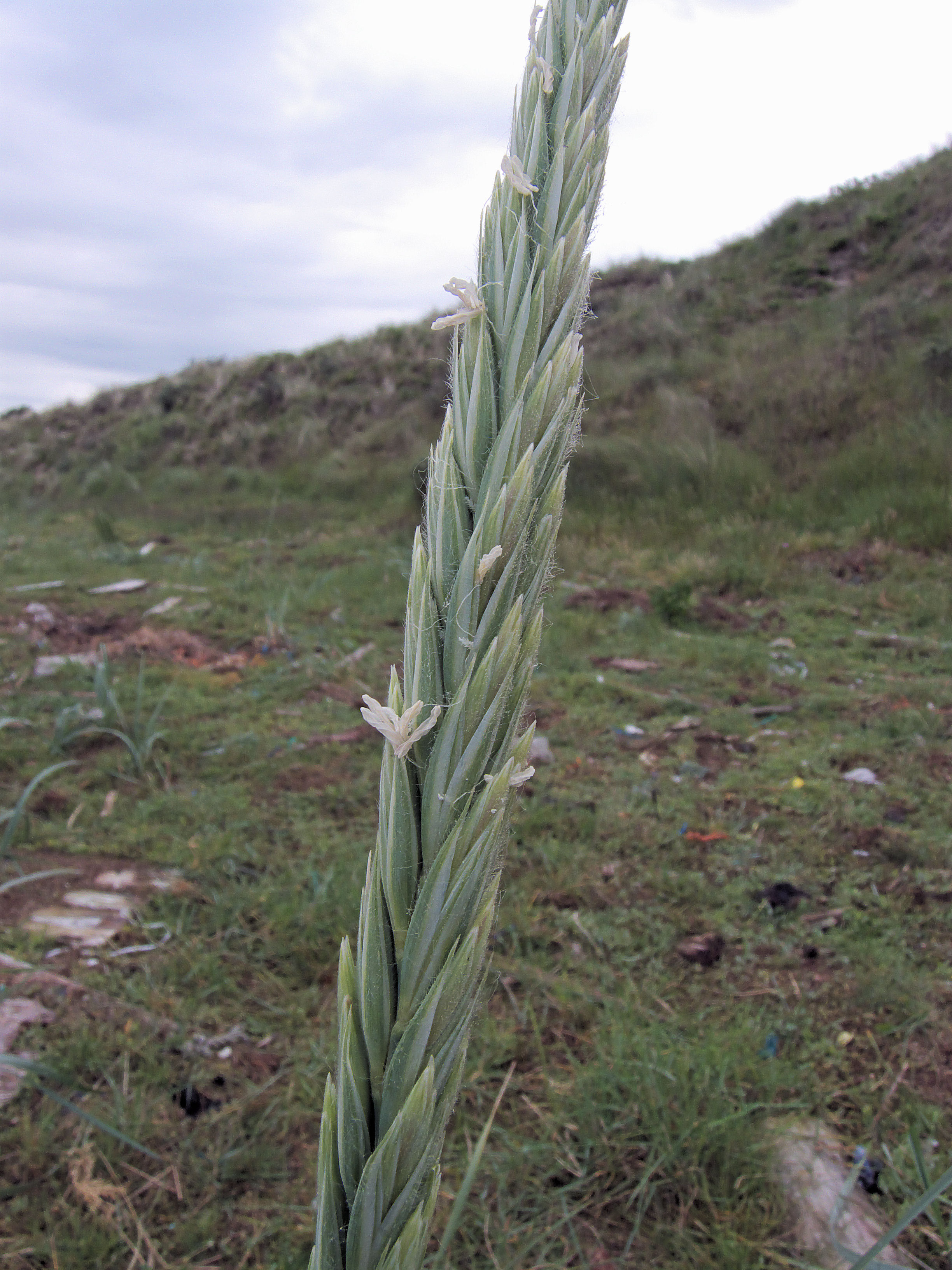
Květenství

## Rozšíření
Druh se vyskytuje v Evropě a Severní Americe. Roste většinou na volných písečných dunách.

## Popis
Víceletá odnožující volně trsnatá tráva dorůstající až 60–100 (běžně)–120 cm výjimečně i 200 cm. Listy jsou ploché, typicky modravě zbarvené, tuhé, pichlavé, modrošedé, s dlouze protaženou špičkou, za sucha se svinují. Druh je větrosnubný. Období květu je od června do srpna. Květenství je 15–30 centimetrů dlouhé, husté a vzpřímené, válcovité, světle šedé až nafialovělé, hladké, bez osin. Plodem jsou žluté, drobné z obou stran zašpičatělé obilky.

## Pěstování
Ječmenice písečná vyžaduje výsluní, písčité, vysýchavé půdy, a snese zasolené půdy. V původním prostředí je běžná vysoká vzdušná vlhkost. Není vázána kyselé nebo zásadité pH.

## Použití
Je někdy používána jako okrasná rostlina. Relativně rychle se rozrůstá, je vhodná do volnějších partií a úprav kde vynikne nejen barvou, ale především charakterem růstu. Podle některých tvrzení hezky vypadají jen mladé rostliny.